# Estadio El Teniente
Het Estadio El Teniente  eerder ook bekend als Estadio Braden Copper Co. is een voetbalstadion in Rancagua in Chili. Het stadion werd gebouwd door het Amerikaanse koperbedrijf Braden Copper Company. Sinds 1967 is het stadion eigendom van Codelco, de nationale kopermaatschappij nadat Braden was genationaliseerd.

## WK interlands
Tijdens de WK werden alle wedstrijden van groep 4 en een kwartfinale in het stadion gespeeld. In 2013 werd het stadion gerenoveerd om het geschikt te maken als een van de stadions voor de Copa América 2015.
| № | Datum        | Wedstrijd                     | Uitslag | Competitie             | Toeschouwers |
| - | ------------ | ----------------------------- | ------- | ---------------------- | ------------ |
| 1 | 30 mei 1962  | Argentinië – Bulgarije        | 1 – 0   | WK 1962 groepsfase (D) | 7.134        |
| 2 | 31 mei 1962  | Hongarije – Engeland          | 2 – 1   | WK 1962 groepsfase (D) | 7.938        |
| 3 | 2 juni 1962  | Engeland – Argentinië         | 3 – 1   | WK 1962 groepsfase (D) | 9.794        |
| 4 | 3 juni 1962  | Hongarije – Bulgarije         | 6 – 1   | WK 1962 groepsfase (D) | 7.442        |
| 5 | 6 juni 1962  | Hongarije – Argentinië        | 0 – 0   | WK 1962 groepsfase (D) | 7.945        |
| 6 | 7 juni 1962  | Engeland – Bulgarije          | 0 – 0   | WK 1962 groepsfase (D) | 5.700        |
| 7 | 10 juni 1962 | Tsjecho-Slowakije – Hongarije | 1 – 0   | WK 1962 kwartfinale    | 11.690       |

Estadio Nacional (Santiago) · Estadio Sausalito (Viña del Mar) · Estadio Braden Copper Co. (Rancagua) · Estadio Carlos Dittborn (Arica)
Estadio Regional de Antofagasta (Antofagasta) · Estadio La Portada (La Serena) · Estadio Sausalito (Viña del Mar) · Estadio Elías Figueroa Brander (Valparaíso) · Estadio Nacional (Santiago) · Estadio Monumental David Arellano (Santiago) · Estadio El Teniente (Rancagua) · Estadio Municipal de Concepción (Concepción) · Estadio Municipal Germán Becker (Temuco)